# تونيا باتلر
تونيا باتلر (بالإنجليزية: Tonya Butler)‏ هي لاعبة كرة قدم أمريكية، ولدت في عقد 1980.